# Anne Denieul-Cormier
Pour les articles homonymes, voir Cormier et Denieul.
Anne Denieul-Cormier, née le 4 mars 1928 à Toulouse et morte le 25 janvier 2023 à Cachan, est une archiviste paléographe et historienne française.

## Biographie
Née Jeanne Adrienne Cormier le 4 mars 1928 à Toulouse, Anne Cormier est archiviste paléographe (de la promotion 1953, sa thèse portant sur le Speculum physionomie de Michel Savonarole) et ancienne élève de l'École du Louvre.
De 1953 à 1955, elle est ingénieur de recherche au Centre national de la recherche scientifique. Elle occupe de 1972 à 1981 le poste de conseillère artistique à France 3 Régions.
Elle est membre du Haut Conseil de l'audiovisuel de 1977 à 1981.

### Vie personnelle
Épouse de Michel Denieul, son condisciple à l'École des chartes, elle a trois enfants, Jean-Marie, Bertrand et Claire.

## Ouvrages
- La France de la Renaissance (1488-1559), Grenoble, Arthaud, coll. « Bibliothèque historique », 1962, 511 p. (BNF 32978905).
- Paris à l'aube du Grand Siècle, Grenoble, Arthaud, coll. « Bibliothèque historique », 1971, 381 p. (BNF 36261252).
- Rois fous et sages de la première maison de Valois (1328-1498), Paris, Perrin, 1974, 495 + 16 (BNF 34561530).
- Le Sorcier assassiné : jeteurs de sort d'hier, chamans et chercheurs d'aujourd'hui, Paris, Perrin, 1981, 290 + 16 (ISBN 978-2-262-00212-1).
- Augustin Thierry : l'histoire autrement, Paris, Publisud, coll. « La France au fil des siècles », 1996, 466 + 20 (ISBN 978-2-86600-795-9).
- Avec Ivan Cloulas, Bérengère et Richard Cœur de Lion : chronique d'amour et de guerre, Paris, Hachette Littératures, 1999, 239 p. (ISBN 978-2-01-235517-0).

## Prix
- Grand prix Gobert 1972 pour Paris à l'aube du Grand Siècle[8].
- Prix Gustave-Chaix-d'Est-Ange 1997[6].
- Prix Augustin-Thierry 2009 pour Augustin Thierry, l'histoire autrement[9].